# Manaen
Manaen, łac. Manahen (I wiek) – święty katolicki, prorok i nauczycieli Kościoła, postać biblijna.

Żyjący w I wieku przyrodni brat (brat mleczny), lub wspólnie wychowywany z tetrarchą Herodem Antypasem wymieniany przez Ewangelistę św. Łukasza i Euzebiusza z Cezarei. Przypuszczalny założyciel chrześcijańskiej wspólnoty Antiochii. Jego imię wymieniają Dzieje Apostolskie

W Antiochii, w tamtejszym Kościele, byli prorokami i nauczycielami: Barnaba i Szymon, zwany Niger, Lucjusz Cyrenejczyk i Manaen, który wychował się razem z Herodem tetrarchą, i Szaweł. (Dz 13:1 BT).

Istnieją przypuszczenia, według których miał być synem mamki Heroda i że to od niego św. Łukasz znał szczegóły śmierci św. Jana Chrzciciela. Postaci tej nie można utożsamiać z esseńczykiem wymienianym przez Józefa Flawiusza.
Wspomnienie Manaena obchodzone jest 24 maja.

## Źródła internetowe
- Fabio Arduino, San Manahen di Antiochia  (wł.)